# Ілинка Митрева

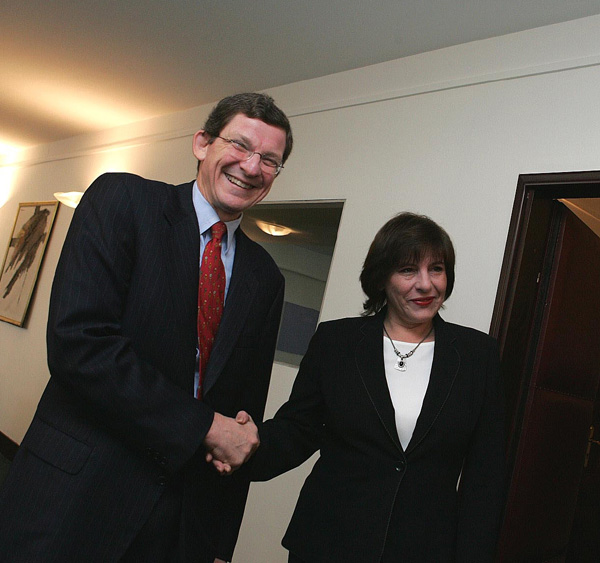
Ілинка Митрева з послом США Марком Гросманом, 2004 р.

Ілинка Митрева (мак. Илинка Митрева; 11 лютого 1950 — 1 серпня 2022) — македонська державна діячка, дипломатка.

## Біографія
Народилася 11 лютого 1950 року в місті Скоп'є. У 1974 закінчила Університет св. Кирила і Мефодія, філологічний факультет. Професор.
З 1974 — викладач в Університеті св. Кирила і Мефодія в Скоп'є.
З 1994 — депутат Македонського парламенту. Член Соціал-демократичної спілки Македонії.
З 1997 по 1999 — очолювала Соціал-демократичну організацію в Скоп'є.
У 2001 — міністр закордонних справ Македонії.
З 2003 — заступник голови Соціал-демократичної партії Македонії.
З 2002 по 2006 — міністр закордонних справ Македонії.
Професор романських мов та літератури в Університеті св. Кирила і Мефодія в Скоп'є.